# Kasper Hjulmand
Kasper Hjulmand (Aalborg, 1972. április 9. –) dán labdarúgó, edző.

## Edzői pályafutása

### Labdarúgóként
Hjulmand a Randers Freja, a Herlev és a B.93 csapatában szerepelt.

### Edzőként
2006 és 2008 között a Lyngby edzője volt. 2011-ben az első osztályú Nordsjællandnál folytatta a pályafutását. A 2011–12-es szezonban megszerezte a csapattal a bajnoki címet. 2014-ben a német Mainz 05 szerződtette. 2016-ban visszatért Nordsjællandhoz. 2020. július 1-je óta a dán válogatott szövetségi kapitánya. Hazája válogatottjával a legnagyobb sikere, hogy a 2021-re halasztott Európa-bajnokságon azzal az elődöntőig menetelt.A 2022-es világbajnokságon viszont a dán válogatott győzelem nélkül és egyetlen rúgott góllal a csoportkörben kiesett.

## Edzői statisztika
| Csapat       | Nemzet      | –tól            | –ig               | Mérkőzések | Mérkőzések | Mérkőzések | Mérkőzések | Mérkőzések |
| Csapat       | Nemzet      | –tól            | –ig               | M          | Gy         | V          | D          | Gy %       |
| ------------ | ----------- | --------------- | ----------------- | ---------- | ---------- | ---------- | ---------- | ---------- |
| Lyngby       | Dánia       | 2006. január 1. | 2008. július 7.   | 50         | 14         | 12         | 24         | 28,0       |
| Nordsjælland | Dánia       | 2011. július 1. | 2014. május 18.   | 122        | 58         | 25         | 39         | 47,5       |
| Mainz 05     | Németország | 2014. május 18. | 2015. február 17. | 24         | 5          | 11         | 8          | 20,8       |
| Nordsjælland | Dánia       | 2016. január 1. | 2019. március 25. | 113        | 43         | 31         | 39         | 38,1       |
| Dánia        | Dánia       | 2020. július 1. | 2024. július 19.  | 55         | 33         | 8          | 14         | 60,0       |
| Összesen     | Összesen    | Összesen        | Összesen          | 364        | 153        | 87         | 124        | 42,0       |

## Sikerei, díjai

### Edzőként
Lyngby
- Danish 1st Division
  - Feljutó (1): 2006–07

Nordsjælland
- Danish Superliga
  - Bajnok (1): 2011–12

## Fordítás
Ez a szócikk részben vagy egészben  a   Kasper Hjulmand című angol Wikipédia-szócikk fordításán alapul.  Az eredeti cikk szerkesztőit annak laptörténete sorolja fel. Ez a jelzés csupán a megfogalmazás eredetét és a szerzői jogokat jelzi, nem szolgál a cikkben szereplő információk forrásmegjelöléseként.